# فرهنگ در کوبا

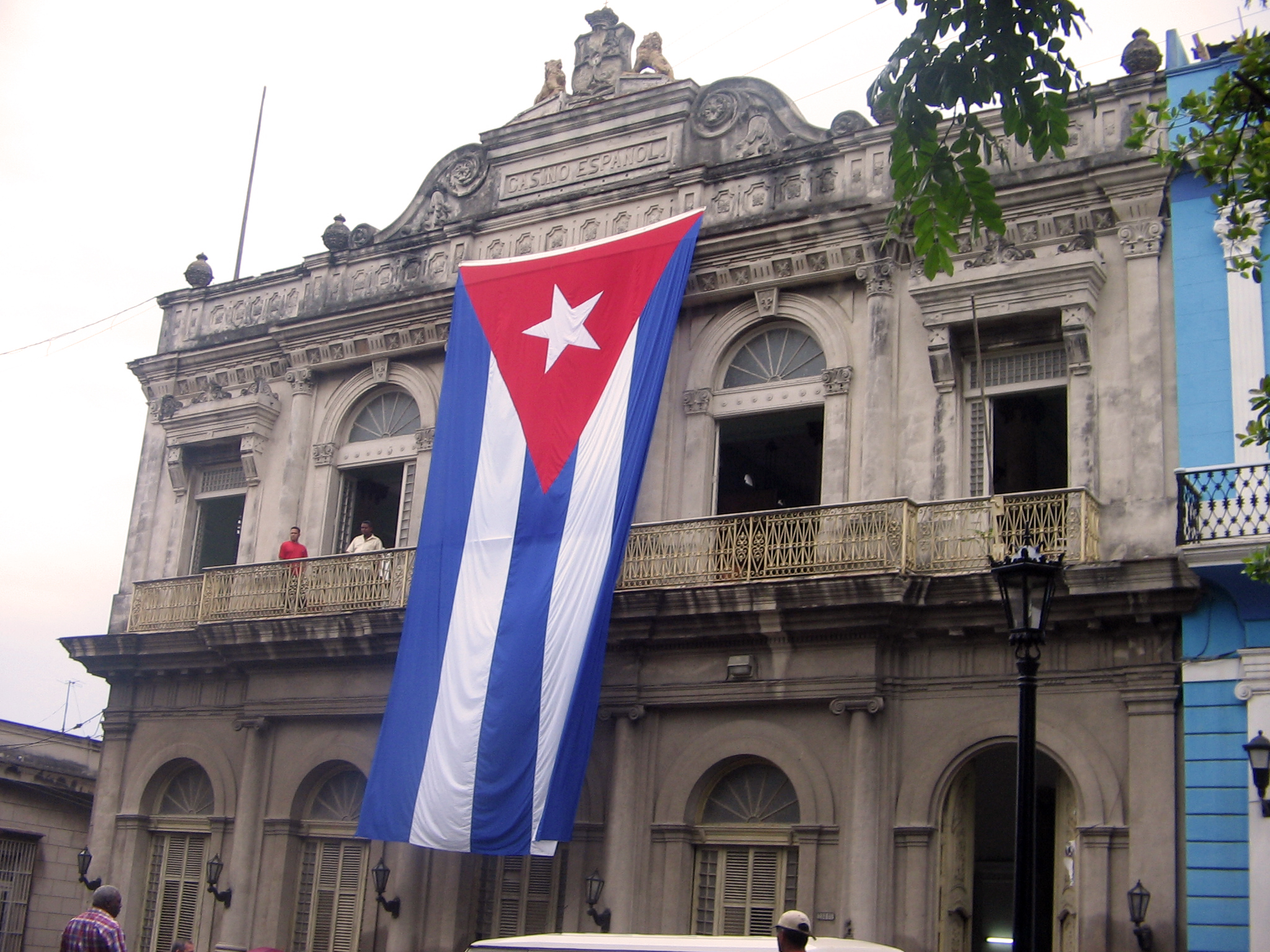
کازینو اسپانیایی، ماتانزاس

فرهنگ در کوبا (انگلیسی: Culture of Cuba) ترکیب پیچیده‌ای از عوامل و تأثیرات، که اغلب متناقض هستند، می‌باشد. مردم کوبا و آداب و رسوم آنها مبتنی بر تأثیرات اروپایی، آفریقایی و سرخ‌پوست هستند.

## موسیقی
موسیقی کوبا، رقص‌ها و ادوات موسیقی، که به‌طور عمده ریشهٔ اروپایی و آفریقایی دارند، را در بر می‌گیرد. عمده فرم‌های امروزی، در هم آمیزی و اختلاطی از این دو منبع بزرگ هستند. به‌طور تقریبی چیزی از سنت‌های اصیل بومی باقی نمانده‌است.